# Società Sportiva Alba 1925-1926
Questa pagina raccoglie i dati riguardanti la Società Sportiva Alba nelle competizioni ufficiali della stagione 1925-1926.

## Stagione
Vinto il Campionato laziale, nel girone di semifinale le diedero filo da torcere le ostiche Bagnolese e Pro Italia (di Taranto). Nello scontro diretto d'andata disputato in casa contro la Bagnolese, l'Alba, in vantaggio per 3-0 a cinque minuti dalla fine, si fece incredibilmente raggiungere sul 3-3 negli ultimi cinque minuti, perdendo una grande opportunità di allungare in classifica. A riprova dell'equilibrio del campionato, al termine del girone d'andata Alba, Pro Italia e Bagnolese erano appaiate a pari punti.
Alla prima di ritorno, però, gli albini si fecero fermare sul pari (1-1) in casa dalla Pro Italia, anche a causa degli errori arbitrali ai suoi danni commessi del signor Battucci di Ancona; l'Alba minacciò addirittura di ritirarsi dal campionato, in segno di protesta per l'arbitraggio di Battucci e per l'operato del Consiglio della Lega Sud, accusato di favorire le squadre napoletane (la Lega Sud aveva sede a Napoli), in particolare Internaples e Bagnolese, in modo che entrambe si qualificassero alla finale. Battucci fu addirittura aggredito dai tifosi albini al termine dell'incontro. La Lega Sud, pur escludendo gli errori tecnici denunciati, annullò l'incontro per la poca serenità dell'arbitro, mandandolo a ripetere a fine girone, ma sanzionò al contempo le intemperanze del pubblico squalificando il campo dell'Alba per tutto il girone di ritorno. La compagine romana dovette dunque pagare una pesante multa di 3000 lire (il quotidiano romano Il popolo di Roma, accusando la Lega Sud di perseguitare la società albina, indisse una sottoscrizione tra gli sportivi romani per raccogliere il denaro con cui pagare la multa) e fu obbligata dalla Lega Sud a disputare i propri incontri interni su campi neutri le cui pessime condizioni fecero sì che l'Alba, malgrado la netta superiorità tecnica, faticasse più del previsto nell'imporsi su squadre chiuse in difesa. Nonostante ciò l'Alba riuscì comunque a battere, seppur di misura, Palermo e Maceratese negli incontri in campo neutro, nonché a imporsi sulla Bagnolese in trasferta, ipotecando così la vittoria del campionato: agli albini sarebbe bastato anche solo un pari nel recupero con la Pro Italia per vincere il girone.
Sennonché il 13 giugno 1926 la Presidenza Federale, accusata dalla stampa romana di collusione con il segretario della Lega Sud Luigi Filosa, punì l'aggressione ai danni di Battucci assegnando la sconfitta a tavolino dell'Alba contro la Pro Italia, decretando la vittoria (per il momento sub iudice) del girone da parte della Bagnolese, a pari punti con Pro Italia e Alba, ma primo per quoziente reti. L'Alba presentò immediatamente reclamo, cercando e ottenendo la protezione del Presidente del CONI Lando Ferretti, mentre fu organizzato un comizio di protesta per le strade dell'Urbe, poi annullato «avendo già il CONI delegato il suo presidente on. Lando Ferretti, che ha la piena fiducia dei fascisti e degli sportivi italiani, ad esaminare e risolvere la situazione calcistica». Nel frattempo la Lega Sud annullò la partita vinta per 1-0 dall'Alba contro la Maceratese mandandola a ripetere il 27 giugno: se nel suddetto recupero l'Alba avesse segnato almeno 12 gol alla Maceratese senza subirne, avrebbe migliorato il proprio quoziente reti in maniera sufficiente a garantirle la vittoria del girone. Tuttavia la Maceratese rinunciò alla partita vanificando le speranze dell'Alba, che vinse soltanto 2-0 (a tavolino). Nel frattempo, però, il 28 giugno 1926 il Consiglio Federale diede in massa le dimissioni, a causa delle conseguenze di un grave sciopero arbitrale, e la Federazione finì sotto il controllo del presidente del CONI Ferretti. Nella stessa giornata la sconfitta a tavolino dell'Alba contro la Pro Italia fu annullata e gli albini, battendo per 3-1 i tarantini il 4 luglio, vinsero definitivamente il girone. La finale con l'Internaples vide una netta vittoria casalinga per 6-1 all'andata e un pareggio (1-1) a Napoli in incontri caratterizzati dalle intemperanze del pubblico ospitante (particolarmente gravi furono gli incidenti provocati dalla frangia violenta della tifoseria partenopea in risposta alle intemperanze dei tifosi romani all'andata). L'Alba si qualificò dunque alla finalissima contro la Juventus. Nel frattempo, il 2 agosto 1926, la Carta di Viareggio ammise in Divisione Nazionale l'Alba, insieme a Fortitudo e Internaples.
I giornali del nord videro nella finalissima un banco di prova per le società centromeridionali, per testare se esse fossero davvero degne del massimo campionato. La Stampa, pur non mettendo in dubbio il successo finale bianconero (diversi giornali la davano già per campione d'Italia, suscitando le proteste della stampa capitolina), avvertì di non sottovalutare gli albini, molti dei quali avevano fatto parte della selezione romana che solo due mesi prima, il 4 giugno, aveva battuto in amichevole per 2-1 gli stessi bianconeri. La finalissima in realtà non ebbe storia. All'andata a Torino i romani, presentandosi in formazione incompleta (il capitano Corbjons non giocò per punizione mentre il capocannoniere Bukovi era tornato in Ungheria), subirono un'umiliante disfatta per 7-1. I bianconeri si portarono immediatamente in vantaggio, subirono il beffardo pareggio albino (siglato da Lo Prete) nell'unica palla gol creata dai romani in tutto l'incontro, e riuscirono a riportarsi in vantaggio solo nei minuti conclusivi del primo tempo. Nella ripresa i bianconeri dilagarono segnando altre cinque reti. Nonostante le sette reti subite, sulle quali evidentemente non aveva colpe, i giornali lodarono la prestazione del portiere albino Ricci, definito "un meraviglioso portiere", in quanto, soprattutto nel primo tempo, sventò con le sue parate un gran numero di palle gol create dai bianconeri. Due settimane dopo i romani subirono un'altra umiliante disfatta, perdendo in casa per 5-0 la partita di ritorno. I bianconeri dunque si imposero con l'umiliante punteggio aggregato di 12-1.
In seguito alla debacle albina, le società del Nord escluse dalla massima divisione colsero l'occasione per protestare presso la Federazione per aver ammesso ben tre squadre della Lega Sud nel massimo campionato, sostenendo che l'esito schiacciante della finalissima contro la Juventus provava che esse non erano degne di competere nella Divisione Nazionale; proposero piuttosto il girone unico a 18 squadre (17 del Nord più l'Alba campione della Lega Sud) o, in subordine, di mantenere le 20 squadre suddivise in due gironi ma ammettendo direttamente una sola società della Lega Sud, l'Alba, mentre altre tre squadre (Fortitudo, Internaples e Bagnolese) sarebbero state obbligate alle qualificazioni contro compagini del Nord che avrebbero messo in palio tre posti nel massimo campionato. Anche le società del Nord già ammesse in Divisione Nazionale, tuttavia, protestarono, temendo che gli incontri interni contro le società centromeridionali sarebbero stati disertati dal pubblico perché privi di ogni interesse effettivo, con conseguenti perdite di incassi, e lamentando le ingenti spese per viaggiare in treno fino a Roma o a Napoli. La Federazione, comunque, fedele al proposito di rendere il campionato davvero nazionale, non diede minimamente ascolto a tali proteste.

## Rosa
| N. |                     | Ruolo | Calciatore        |
| -- | ------------------- | ----- | ----------------- |
|    | Italia (bandiera)   | C     | Alfei             |
|    | Italia (bandiera)   | C     | Berti I           |
|    | Italia (bandiera)   | D     | Angelo Bianchi    |
|    | Ungheria (bandiera) | A     | Márton Bukovi     |
|    | Italia (bandiera)   | D     | Giovanni Corbjons |
|    | Italia (bandiera)   | C     | Giovanni Degni    |
|    | Italia (bandiera)   | D     | Gino Delle Fratte |
|    | Italia (bandiera)   | A     | Cesare Fasanelli  |
|    | Italia (bandiera)   | D     | Aimone Lo Prete   |

| N. |                   | Ruolo | Calciatore       |
| -- | ----------------- | ----- | ---------------- |
|    | Italia (bandiera) | C     | Pio Maneschi     |
|    | Italia (bandiera) | D     | Attilio Mattei   |
|    | Italia (bandiera) | A     | Pieri            |
|    | Italia (bandiera) | P     | Italo Ricci      |
|    | Italia (bandiera) | C     | Pierino Rovida   |
|    | Italia (bandiera) | A     | Enrico Scioscia  |
|    | Italia (bandiera) | P     | Cesare Zancanaro |
|    | Italia (bandiera) | A     | Luigi Ziroli     |

## Risultati

### Prima Divisione Laziale

#### Girone di andata
| Arbitro: | Bianchi (Roma) |

|               |           |                 |
| Tomaselli 80’ | Marcatori | 43’, 85’ Bukovi |

| Arbitro: | Bianchi (Roma) |

|                   |           |  |
| Esteri 57’ (aut.) | Marcatori |  |

| Arbitro: | Malagodi (Ferrara) |

|  |           |                                             |
|  | Marcatori | 10’ Bianchi II 55’ Scardola 75’ Canestrelli |

| Arbitro: | Reichlin (Napoli) |

|  |           |                                               |
|  | Marcatori | 15’, 25’, 48’, 56’, 58’, 80’ Rovida 65’ Degni |

| Arbitro: | Dani (Genova) |

|                                             |           |                                |
| Degni 12’ Bukovi 57’, 60’, 76’ Lo Prete 87’ | Marcatori | 20’, 41’ Bernardini 51’ Ottier |

#### Girone di ritorno
| Arbitro: | Barionovi (Roma) |

|                                                |           |  |
| Ziroli 6’ Bukovi 22’, 35’, 70’, 75’ Rovida 41’ | Marcatori |  |

| Arbitro: | Barionovi (Roma) |

|               |           |                                |
| Giannuzzi 70’ | Marcatori | 12’, 29’ Bukovi 29’, 88’ Degni |

| Arbitro: | Sganzetta (Torino) |

|                |           |                                 |
| Bianchi II 63’ | Marcatori | 45’ Degni 80’ Rovida 83’ Bukovi |

| Arbitro: | Esposito (Napoli) |

|                                                                                                  |           |                          |
| Degni 25’, 29’, 80’ Lo Prete 27’, 45’, 70’ Bukovi 55’ (rig.), 72’, 85’ Scioscia 75’ Maneschi 89’ | Marcatori | 6’ Alciati 11’ Beniamini |

| Arbitro: | Battucci (Ancona) |

|                        |           |                      |
| Ottier 40’ Filippi 64’ | Marcatori | 12’ Degni 16’ Bukovi |

### Semifinali di Lega girone B

#### Andata
| Arbitro: | Reichlin (Napoli) |

|               |           |          |
| Palmisano 79’ | Marcatori | 4’ Degni |

| Arbitro: | Tiberini (Bari) |

|                       |           |                                                        |
| Morresi II 35’ (rig.) | Marcatori | 7’, 59’ Bukovi 20’ Delle Fratte 70’ Lo Prete 85’ Degni |

| Arbitro: | Cugnini (Ancona) |

|                             |           |                                  |
| Scioscia 8’ Bukovi 30’, 68’ | Marcatori | 86’, 88’ Parascandolo 90’ Kargus |

| Arbitro: | Senes (Napoli) |

|  |           |            |
|  | Marcatori | 10’ Ziroli |

#### Ritorno
| Arbitro: | Gambi (Padova) |

|                              |           |              |
| Bukovi 38’ Maneschi 55’, 67’ | Marcatori | 86’ Mongelli |

| Caserta 27 giugno 1926 | Alba Roma | 2 – 0 | Maceratese |  |

| Arbitro: | Sani (Ferrara) |

|                         |           |                          |
| Parascandolo 45’ (rig.) | Marcatori | 4’ Maneschi 51’ Lo Prete |

| Arbitro: | Turra (Padova) |

|                |           |           |
| Bukovi 2’, 74’ | Marcatori | 30’ Mineo |

### Finali di Lega

#### Andata
| Arbitro: | Pinasco (Sestri Ponente) |

|                                                           |           |             |
| Ziroli 41’, 53’ Maneschi 61’, 79’ Lo Prete 75’ Bukovi 82’ | Marcatori | 65’ Ghisi I |

#### Ritorno
| Arbitro: | Dani (Genova) |

|                  |           |                   |
| Claar 50’ (rig.) | Marcatori | 73’ (rig.) Bukovi |

### Finalissima

#### Andata
| Arbitro: | Dani (Genova) |

|                                                                                           |            |                                                                                         |
| Vojak 17’ Hirzer 32’, 55’, 85’ Torriani 47’ Pastore 78’, 79’                              | Marcatori  | 22’ Lo Prete                                                                            |
| Combi Allemandi Rosetta (c) Bigatto I Viola Grabbi Torriani Hirzer Pastore Vojak Munerati | Formazioni | Ricci Mattei Bianchi Rovida (c) Degni Berti Lo Prete Fasanelli Scioscia Maneschi Ziroli |
| Viola                                                                                     | Allenatori | Piselli                                                                                 |

#### Ritorno
| Arbitro: | A.Gama (Milano) |

|                                                                                             |            |                                                                                               |
|                                                                                             | Marcatori  | 7’, 44’ Pastore 58’ Hirzer 87’ (aut.) Mattei 88’ Munerati                                     |
| Ricci Mattei Bianchi (c) Rovida Berti Delle Fratte Lo Prete Fasanelli Degni Maneschi Ziroli | Formazioni | Combi Allemandi Rosetta Bigatto I (c) Viola Meneghetti Torriani Hirzer Pastore Vojak Munerati |
| Piselli                                                                                     | Allenatori | Viola                                                                                         |

## Statistiche

### Statistiche di squadra
| Competizione                     | Punti | In casa | In casa | In casa | In casa | In casa | In casa | In trasferta | In trasferta | In trasferta | In trasferta | In trasferta | In trasferta | Totale | Totale | Totale | Totale | Totale | Totale | DR  |
| Competizione                     | Punti | G       | V       | N       | P       | Gf      | Gs      | G            | V            | N            | P            | Gf           | Gs           | G      | V      | N      | P      | Gf     | Gs     | DR  |
| -------------------------------- | ----- | ------- | ------- | ------- | ------- | ------- | ------- | ------------ | ------------ | ------------ | ------------ | ------------ | ------------ | ------ | ------ | ------ | ------ | ------ | ------ | --- |
| Prima Divisione - girone laziale | 17    | 5       | 4       | 0       | 1       | 23      | 8       | 5            | 4            | 1            | 0            | 18           | 5            | 10     | 8      | 1      | 1      | 41     | 13     | +28 |
| Prima Divisione - semifinali Sud | 14    | 4       | 3       | 1       | 0       | 10      | 5       | 4            | 3            | 1            | 0            | 9            | 3            | 8      | 6      | 2      | 0      | 19     | 8      | +11 |
| Prima Divisione - finale Sud     | 3     | 1       | 1       | 0       | 0       | 6       | 1       | 1            | 0            | 1            | 0            | 1            | 1            | 2      | 1      | 1      | 0      | 7      | 2      | +5  |
| Prima Divisione - finalissima    | 0     | 1       | 0       | 0       | 1       | 0       | 5       | 1            | 0            | 0            | 1            | 1            | 7            | 2      | 0      | 0      | 2      | 1      | 12     | -11 |
| Totale                           | -     | 11      | 8       | 1       | 2       | 39      | 19      | 11           | 7            | 3            | 1            | 29           | 16           | 22     | 15     | 4      | 3      | 68     | 35     | +33 |

### Statistiche dei giocatori
| Giocatore       | Prima Divisione | Prima Divisione |
| Giocatore       | Presenze        | Reti            |
| --------------- | --------------- | --------------- |
| Alfei           | 2               | 0               |
| Berti I         | 18              | 0               |
| A. Bianchi      | 15              | 1               |
| M. Bukovi       | 18              | 25              |
| G. Corbjons     | 14              | 0               |
| G. Degni        | 20              | 11              |
| G. Delle Fratte | 12              | 1               |
| C. Fasanelli    | 4               | 0               |
| A. Lo Prete     | 18              | 8               |
| P. Maneschi     | 17              | 6               |
| A. Mattei       | 20              | 0               |
| Pieri           | 1               | 0               |
| I. Ricci        | 10              | -21             |
| P. Rovida       | 21              | 7               |
| E. Scioscia     | 10              | 2               |
| C. Zancanaro    | 11              | -14             |
| L. Ziroli       | 19              | 4               |